# Dane van Niekerk
Dane van Niekerk (nacido el 14 de mayo de 1993) es una jugadora de críquet sudafricana. El 21 de junio de 2016, fue nombrada capitana femenina de Sudáfrica para todas las formas (Test cricket, One Day International y Twenty20) tras la decisión de Mignon du Preez de dimitir como capitana. Ella es la primera jugadora de bolos de Sudáfrica en tomar 100 terrenos en ODI para mujeres.

## Carrera internacional
Niekerk debutó a los 16 años en marzo de 2009, durante el partido de la Copa del Mundo contra las Indias Occidentales en Newcastle. En enero de 2013, se convirtió en la primera mujer sudafricana en lograr un triplete internacional, terminando con 5/28 en un partido de ODI contra las Indias Occidentales. En diciembre de 2017, fue nombrada como una de las jugadoras del Equipo del Año de ODI Femenino de ICC.

## Vida personal
En julio de 2018 se casó con su compañera Marizanne Kapp.